# Bighorn River
Bighorn River är en 742 kilometer lång biflod till Yellowstonefloden i Wyoming och Montana i USA. Den namngavs av pälsjägaren François Larocque 1805, efter de tjockhornsfår han såg vid Bighornfloden när han utforskade Yellowstonefloden.

## Sträckning

### Wind River
Den övre södra delen av Bighorn River, uppströms om Owl Creek Mountains, kallas Wind River. Wind River har sina källor vid Two Ocean Mountain i Togwoteepasset i Wind River Range. Därifrån rinner floden genom Dubois, Wyoming och fortsätter åt sydost till Riverton, Wyoming, där den förenas med Little Wind River och vänder norrut. Väster om Shoshoni, Wyoming rinner floden genom Boysenreservoaren. Genom Owl Creek Mountains bildar floden en smal kanjon. Platsen där floden vidgar sig vid kanjonens slut kallas Wedding of the Waters och är den punkt där floden övergår till att kallas Bighorn River.

### Bighorn River

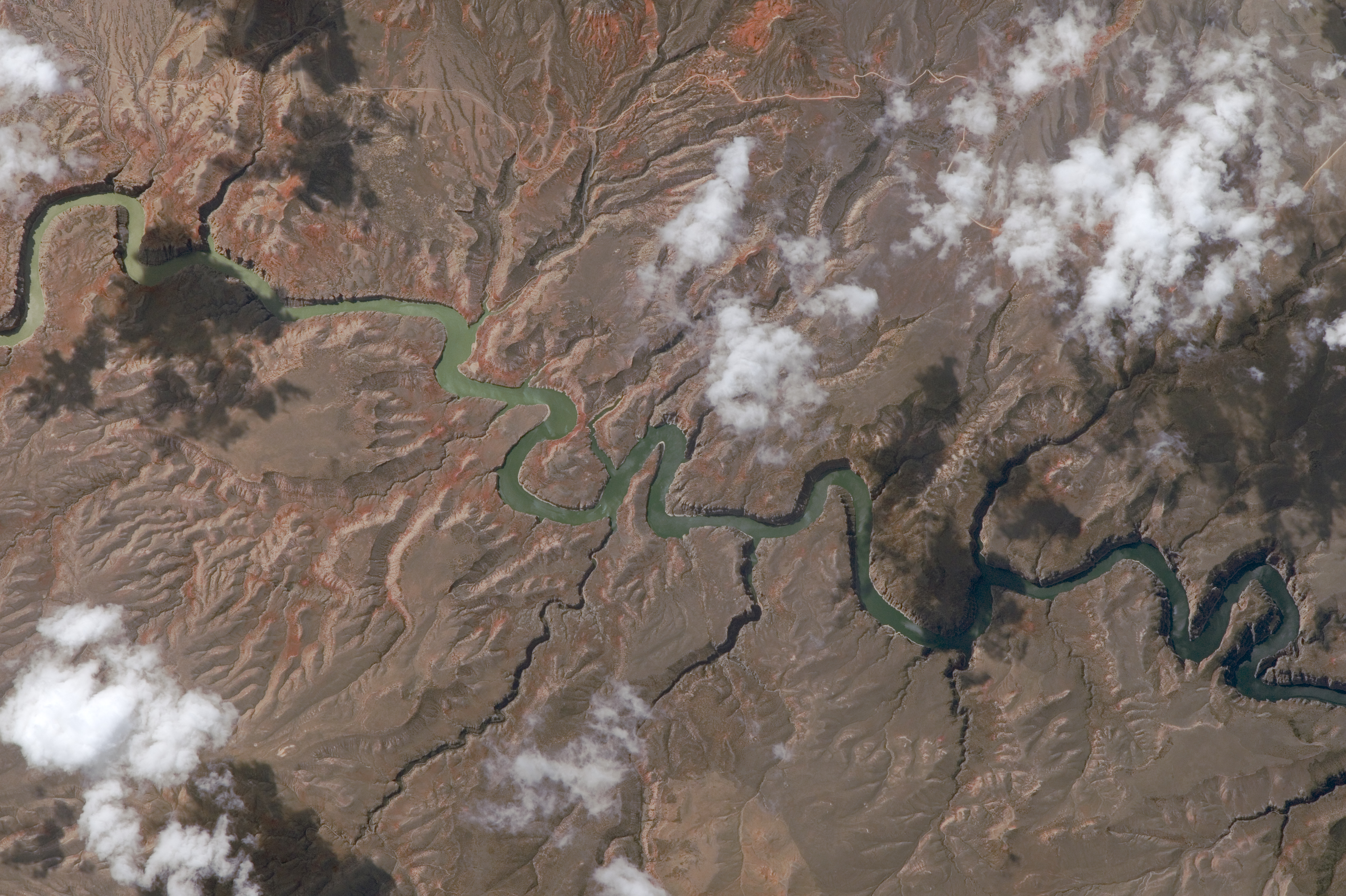
Bighorn River Canyon i norra Wyoming, fotograferad från Internationella rymdstationen.

Bighorn River fortsätter norrut genom Bighornbäckenet i norra Wyoming, förbi städerna Thermopolis, Kirby, Worland, Manderson och Basin. Vid Greybull möter den Greybull River. Vid delstatsgränsen mellan Wyoming och Montana bildar floden en långsträckt reservoarsjö, Bighorn Lake, där Shoshone River ansluter från väster. Yellowtaildammen i Big Horn County, Montana bildar sjön genom att dämma upp Bighorn Canyon. Norr om dammen rinner floden ut på Great Plains och fortsätter norrut. Vid Hardin, Montana ansluter Little Bighorn River till floden. Strax öster om Custer, Montana rinner floden ut i Yellowstonefloden.